# Сможанка (заказник)
«Сможанка» — лісовий заказник місцевого значення у Стрийському районі Львівської області України, створений 2018 року з метою збереження біорізноманіття, типових та унікальних природних комплексів. 
Заказник діє в межах Славського ДЛГП «Галсільліс», Бескидське лісництво (контора в селі Тухолька), квартал 4 виділ 7.

## До історії
Рішення про створення заказника «Сможанка»  в тодішньому Сколівському районі ухвалила Львівська обласна рада 25 жовтня 2018 за № 760.